# アリヤラトネ
A・T・アリヤラトネ（Ahangamage Tudor Ariyaratne、1931年11月5日 - 2024年4月16日）は、スリランカの社会活動家・仏教徒で、サルボダヤ・シュラマダーナ運動の創始者である。
サルボダヤ運動とは、世界から飢餓･病気･無知･争いをなくすことをめざす、アジア地域最大級のNGO団体を基礎とした社会活動である。有機農業を軸にした持続可能な第一次産業の活性化を通して、子どもや母親への支援（保育園の設立、給食など）、村民の保健衛生に関する活動（井戸･トイレづくりなど公衆衛生の設備、伝染病予防などの医療対策、家族計画など）、収入向上活動（手工芸品の作成、集乳など）等を行い、世界の民衆の自立を目指して、活発な活動を行っている。

## 略歴
1931年11月15日、スリランカ南部州ゴール県の村で生まれる。教員養成カレッジ卒業後、仏教系のエリート校ナーランダ・カレッジの理科教師を14年間務める。その時、生徒たちと被差別村でワークキャンプを行い、大きな反響を呼ぶ。ヴィディヨダヤ大学（現スリジャヤワルダナプラ大学）で経済学の学士号を取得し、その後同大学から名誉文学博士号を授与された。
1958年、スリランカで「欲望」ではなく「必要」に基づいた農村開発運動（サルボダヤ運動）を開始する。1972年にはスリランカ議会、オランダ･ドイツの国際機構から正式なNGOとして認可を受ける。
現在、スリランカの15,000の村（総人口の2割）で活動を展開中。その活動はスリランカにとどまらず、全世界に広がり続けている。日本では、2009年11月にサルボダヤを支援するサルボダヤJAPAN(Sarvodaya Japan)が東京に設立された。
2024年4月16日にコロンボの病院で死去。92歳没。

## 著書
- 『東洋の呼び声―拡がるサルボダヤ運動』（山下邦明、林千根（他）訳、はる書房、1990年）

## 受賞歴
- マグサイサイ賞 社会指導部門（1969年）
- ガンディー平和賞（1996年）
- 仏教伝道文化賞（2011年）